# 진드기
진드기(영어: tick)는 거미강 기생진드기상목에 속하는 참진드기목(Ixodida) 또는 후기문진드기목(後氣門-目, Metastigmata) 절지동물의 총칭이다. 큰진드기라고도 부른다. 18속 900여 종으로 분류한다. 곤충으로 착각할 수도 있지만 곤충이 아니며 거미에 가까운 동물이다.

## 생김새
몸 길이는 일반적으로 0.5~1mm이나 흡혈 진드기는 몸길이가 약 2mm에 이른다. 몸은 머리가슴과 배가 나누어져 있으나 거의 구분이 없어 한몸처럼 보이며, 걷는 다리는 네 쌍이다. 간단한 구조로 된 눈이 한두 쌍 있는데 대부분의 응애류에는 이것이 없어 응애와 구별된다. 의두가 발달해 있는데, 한 쌍의 촉수·협각과 구하체(Hypotome)가 여기에 있다. 

## 생태
번식은 정협을 주고 받아 교미가 이루어진다. 즉, 수컷이 자신의 정협을 암컷의 생식구에 밀어 넣는다. 부화 유충은 약충기를 거쳐 성충이 된다. 유충기에는 다리가 세 쌍이지만 탈피하여 약충이 되면서 네 쌍으로 된다. 알에서 부화하여 성충이 되기까지는 약 1개월이 걸린다.
진드기는 몸 길이 대비 가장 빠른 동물로 알려져 있다. 캘리포니아 남부에 서식하는 진드기(Paratarsotomus macropalpis)는 몸집이 참깨 씨앗보다 작지만, 초당 자신의 몸 길이의 322배에 달하는 거리를 뛰어갈 수 있다. 크리스찬 사이언스 모니터(CSM)에 따르면, 진드기의 이동 속도를 사람으로 환산하면 시속 2,029km에 이른다. 진드기의 속도를 측정한 사무엘 루빈은 "진드기의 속도는 경이롭다"며 "이들이 어떻게 속도를 내는지 더 깊이 연구한다면 로봇이나 생체 모방장치를 설계하는 데에도 큰 도움이 될 것"이라고 말했다.
진드기 중에서 사람과 가축에 유해한 것은 약 10%에 불과하고 90%가 무해한 것으로 밝혀졌다. 진드기 중 많은 종류가 적어도 일생 중 어느 한 시기는 기생동물로서 살아간다. 이들은 동물의 피나 식물의 즙을 빨아먹으며 세포 조직을 먹어치우기도 한다. 또 다른 진드기들은 치즈·밀가루·곡물 등을 먹는다. 몇 종류의 진드기는 사람과 말, 소, 양, 돼지, 족제비, 너구리, 오소리, 여우, 담비, 당나귀, 고양이, 개 등의 피부를 뚫고 들어가 피부에 가려움과 반점·부스럼·딱지를 만들면서 옴을 일으킨다. 또한 사람에게 침입하는 털진드기는 길다란 지렁이 모양의 진드기로, 털주머니(모낭)와 지방분비선에 파고든다. 어떤 종류의 진드기는 집에서 기르는 날짐승을 공격한다. 가장 잘 알려진 것으로 새진드기가 있는데, 이 진드기는 밤에만 동물의 피를 빨아먹고 낮에는 갈라진 틈 속에 숨어 지낸다. 몇 종의 진드기는 진딧물을 먹으며, 또 다른 진드기들은 메뚜기 등의 곤충 알을 먹는다. 많은 진드기가 흙속에 살면서 죽은 동식물의 분해를 돕는다. 응애와 마찬가지로 형태에 변화가 많고 환경에 적응하는 모습도 다양하다.

## 해충
진드기 중 유해한 진드기는 치명적인 질병을 매개하는 위험한 해충이다. 진드기 매개 전염병으로는 다음과 같은 것들이 있다.
- 라임병(Lyme disease)
- 바베스열원충증(바베시아증, babesiosis)
- 인간 과립구성 에를리히아증(human granulocytic ehrlichiosis)
- 야토병(tularemia)
- 로키산 홍반열(Rocky Mountain spotted fever)
- 콜로라도 진드기열(Colorado tick fever)
- 인간 단핵구성 에를리히아증(Human monocytic ehrlichiosis)
- 재귀열(relasing fever)
- 중증열성혈소판감소증후군(SFTS, Severe Fever with Thrombocytopenia Syndrome)

진드기에게 물리는 것 자체는 아무런 증상도 일으키지 않지만, 진드기 분비물에 신체가 반응하여 발열·두통·근육통·관절통·피로 등이 나타날 수 있다. 독이 있는 진드기의 경우 진드기독이 퍼져서 발과 다리에서부터 수 시간 ~ 수 일에 걸쳐 몸통과 팔, 머리까지 마비가 일어난다. 진드기를 제거하면 마비는 회복되지만, 진드기를 찾아내지 못할 경우 호흡 조절 근육이 마비되어 사망에까지 이를 수 있다.

## 같이 보기
- 기생충학
- 벼룩